# Spieleplattform
Als Spieleplattform werden jene Plattformen von Computersystemen verstanden, für die ein Computerspiel entwickelt wurde oder auf der es nativ lauffähig ist, beispielsweise nachdem das Spiel durch Portierung für eine andere Spieleplattform angepasst wurde.
Auch Online-Plattformen, die primär dem digitalen Vertrieb von Computerspielen dienen, werden oft als Spieleplattform bezeichnet.

## Geschichte
Die ersten Computerspiele wurden, meist an Universitäten, auf Großrechnern entwickelt. Die Software war damit der bestimmende Faktor, während die schon für einen anderen Zweck vorhandene Hardware verwendet wurde. Schon bald wurden jedoch Geräte eigens für Computerspiele konstruiert. Spätestens seit der Magnavox Odyssey von 1972 begann die Entwicklung, dass Computerspiele die Konstruktion der Hardware, auf der sie laufen, mitbestimmen oder direkt vorgeben. Firmen wie Atari oder Nintendo produzieren bzw. produzierten nicht nur eigene Video- bzw. Computerspiele, sie sorgten auch für die passende Hardware.

### Video- oder Computerspiel
Dass die Plattform, auf der ein Computerspiel läuft, eine wesentliche Rolle spielt, beweisen schon die frühen Kategorien „Videospiel“ versus „Computerspiel“. Je nach Definition werden die Begriffe als Synonyme genutzt, oder aber als Unterscheidung nach dem Zweck der Hardwareplattform, auf der ein Spiel lauffähig ist. Diese Trennung bezieht sich dabei nicht auf das Spiel selbst (als Software), sondern einzig auf die Plattform (nicht nur als Hardware, sondern auch die zugehörige Software wie Betriebssystem, APIs und Frameworks), die für Videospiele dem reinen Zweck der Unterhaltung dient (und daher auch in den 1980er und frühen 1990er Jahren als entertainment system beworben wurde, also Spielkonsolen), hingegen für Computerspiele als Multifunktionsgerät ausgelegt ist, auf dem auch Computerspiele gespielt werden können (Personal Computer, kurz: PCs). Zu letzteren zählen auch die in den 1980er Jahren konkurrierenden Plattformen der Heimcomputer, bis sie von den PCs in den 1990er Jahren vollkommen verdrängt wurden.
Nach 2000 haben sich mit den Gaming Communities die beiden Plattformen der Spielkonsolen einerseits, und der Personal Computer andererseits, herauskristallisiert, wobei die Unterscheidung von der Online-Community und von Computerspielmagazinen selbst getroffen wurde. So steht beispielsweise in Internetforen die PC-/Mac-/Linux-Community den Nintendo-, Xbox- und PlayStation-Fans gegenüber. Computerspielezeitschriften sind meist auf die jeweils eine oder die andere Seite spezialisiert, beispielsweise M! Games auf Konsolen oder GameStar auf PCs. Viele Spieleportale hingegen behandeln sowohl die Spieleplattformen der Konsolen als auch die der PCs.

## Einteilung
Meist wird eine Aufteilung der Spieleplattformen in Spielkonsole, Personal Computer und Handheld vorgenommen. Je nach Quelle müssen auch Arcade-Automaten als Plattform dazugezählt werden, die jedoch, zumindest in Europa, ab den 1990er Jahren zusehends verschwanden. Spielautomaten können jedoch als der Urahn aller kommerziellen Bildschirmspiele, englisch screen games, angesehen werden. Während die Handhelds in den 1990er Jahren eher den Konsolen zugerechnet wurden, sieht man sie nach 2010, neben Smartphone, Tablet und Notebook, eher bei den mobilen bzw. portablen Spieleplattformen.
Eine grobe Einteilungen von Spieleplattformen ist daher Konsole versus Computer sowie stationär versus portabel.
Da mit der jeweiligen Spieleplattform auch ein u. U. einzigartiges Spielerlebnis einhergeht, was nicht nur an der Leistung der jeweiligen Hardware wie etwa der Grafikkarte, der Soundkarte oder der Größe des Arbeitsspeichers liegt, sondern vor allem auch an den zur Plattform gehörigen Controllern, ergibt sich aus der Unterscheidung einzelner Plattformen auch eine natürliche Marktaufteilung. So macht es oft einen großen Unterschied, ob man ein bestimmtes Spiel auf einer Konsole mit Gamepad oder auf einem Computer mit Maus und Tastatur spielt. Anpassungen diesbezüglich bei Portierungen von Spielen können dabei zu einem komplett unterschiedlichen Spielerlebnis führen.
Die Marktaufteilung verschiedener Spieleplattformen wird von den Herstellern oft durch Exklusiv-Titel noch weiter verstärkt und als Alleinstellungsmerkmal ausgebaut.

### Portierungen
Bei Portierungen kommt es besonders darauf an, das Spiel auf die entsprechende Plattform samt deren Besonderheiten und Vorzügen zu bringen. So ist etwa die Umsetzung der Steuerung auf Konsolen-üblichen Gamepads, der PC-üblichen Kombination Tastatur und Maus oder auf Touchscreens für das Spielerlebnis sehr wichtig. Aber auch die Performance ist ein Kriterium, da eine ansonsten gut gelungene Portierung auf manchen (langsameren) Systemen sonst unspielbar werden könnte.
Ob Portierungen auf eine bestimmte Spieleplattform gemacht werden und wie viel Aufwand generell dafür betrieben wird, hängt auch von den Absatzzahlen ab, aber auch von der Plattform selbst.

### Virtuelle Plattformen
Mit der ständigen Weiterentwicklung der Hardware kam auch die Möglichkeit, eine Plattform virtuell zu unterstützen. Dies ist bei Spielkonsolen oft bei der Einführung einer neuen, aber grundsätzlich inkompatiblen Hardwareplattform der Fall. Ein Beispiel dafür war die bei der Einführung der PlayStation 3 von Sony integrierte Abwärtskompatibilität, um auch PlayStation- und PlayStation-2-Spiele zu unterstützen, was anfangs noch in Hardware durch speziell dafür vorgesehene Chips realisiert wurde, bei späteren Modellen jedoch in Teilen in Software als Emulation umgesetzt ist. Beide Formen waren nicht mit jedem Titel kompatibel, viele ältere Spiele waren somit auf der PlayStation 3 nicht mehr spielbar. Ein anderes Beispiel ist die Umsetzung einer virtuellen Spieleplattform auf einem anderen Betriebssystem, wie etwa die Online-Spieleplattform Steam unter Linux auf der x86-Architektur (nur x64) für einige Titel das Ausführen von 32- und 64-Bit-Windows-Spielen durch die Laufzeitumgebung Proton ermöglicht.
Auch einige Emulatoren stellen eine vollständige, teils historische Spieleplattform auf einem anderen Computersystem nach. So ist beispielsweise die Software DOSBox auf modernen Betriebssystemen in erster Linie eine Virtualisierung für die Spieleplattform MS-DOS, was natürlich auf der Ebene der Hardware auch einen Emulator für 16-Bit- und 32-Bit-x86-PCs (IA-32) bedingt.
Auch in Spielen selbst werden virtuelle Plattformen aufgegriffen. So ist es beispielsweise im PC- bzw. DOS-Spiel Day of the Tentacle von 1993 möglich, im Spiel auf einem Computer Maniac Mansion zu spielen, dessen Nachfolger es ist. Im Retrogaming-Titel Sega Mega Drive Classics (ab 2010) wird ein ganzes Wohnzimmer samt Spielkonsole, Analog-Fernseher und Spielemodulen virtualisiert. Anlässlich des 40. Jubiläums des Microsoft Flight Simulator wurden in der „40. Anniversary Edition“ von 2022 die ersten vier Versionen (vom ersten Flight Simulator von 1982 bis zum Flight Simulator 4.0 von 1989) innerhalb des Spiels, auf den Instrumenten einer Diamond DA62, spielbar gemacht, allerdings als Easter Egg.